# 基本英语
基本英语（英語：Basic English）是一種人工語言，它基於英語的一種簡化版本而產生，由查尔斯·凯·奥格登創造。在他於1930年所出版的《基本英语——规则和语法的一般约定》一書中有詳細的介紹。
奥格登说：「学习英语要7年，学习世界语要7个月，而学习基本英语只要7星期。」其認為，商業公司因此會將艱澀難懂但需要全球使用的文書寫成基本英語；而语言学校也會為了讓學生短期內學會簡單的英語，而教授基本英语。
奥格登不使用重复意义的单词，而且需要所有国家都适用这些单词。他利用大规模的测试和调整来得到这些词汇。在语法方面，他也做了简化，但是保留了英语通常的用法。
在第二次世界大战後，这种简化开始蕴含「推进世界和平」的理念。但是由于缺乏规划，发展出了不同地方使用的简化版本。今天还存在的基本英语有850个单词作为初学英语者的单词词汇广传世界，特别是在亚洲最流行。

## 语法规则
奥格登基本英语的语法规则是为了让人们只用850个单词就可以解决一般交流：
1. 在单词词尾加-s作为复数，那些加-es和-ies的保留；
2. 四个词缀：-er可以变成300多个名词，-ing和-ed变成形容词；
3. 使用-ly变成副词；
4. 对于数量，使用more和most，保留-er和-est；
5. 形容词的反义词是加前缀un-, im-
6. 问句使用相反的词序，加上do；
7. 人称和代名词使用和一般英语相同；
8. 可以使用两个名词组合成新词，比如milkman和wordend；还可以是名词加方位，例如sundown；
9. 单位、數字、貨幣、月份、日子、年份、钟点同一般英语形式；
10. 使用专业和科技词汇。一些特殊词汇不属于基本英语，词性、复数等变化不遵守这个规范。

## 历史
1944年，温斯顿·丘吉尔在哈佛大学的一个演讲裡，起初支持用基本英语作为世界语言，但是由于一个故事他放弃了，就是那句“blood, toil, tears and sweat”（鮮血、辛勞、眼淚和汗水）写成基本英语就是“blood, hard work, eyewash and body water”（血液、努力、淚液和体液）。喬治·奧威爾的作品《一九八四》中可能有对基本英语的模仿。书后对“新话”的注解可以认为暗含着对构造语言的批评，而且那在这本书的著作期间（1948年）呼声很高。
奥威尔的新话实际上更像是专为机器或网络设计的语言，不知晓网络的人士看不懂的。与之相比，奥格登的基本英语任何一个懂英语的人都能读懂，但它只能用作第二語言。

## 单词表
基本英语有850个核心词汇。